# Luis Arce
Luis Alberto Arce Catacora (spanska: [ˈlwis alˈβeɾto ˈaɾse kataˈkoɾa]), född 28 september 1963, ofta kallad Lucho, är en boliviansk bankir, ekonom och politiker som sedan 2020 tjänstgör som Bolivias 67:e president. Han är medlem i Movimiento al Socialismo, och var tidigare finansminister – senare minister för ekonomi och offentliga finanser – från 2006 till 2017 och 2019.
Arce föddes i La Paz och tog examen som ekonom vid University of Warwick. Efter att ha arbetat större delen av sitt liv vid Bolivias centralbank utsåg president Evo Morales honom till finansminister 2006. Som Morales längst sittande minister var Arce 2006-2017 arkitekten bakom Bolivias ekonomiska omvandling, under vilken han bland annat övervakade förstatligandet av landets kolväteindustri, minskad fattigdom, och ökad BNP, under en period som har beskrivits som det "bolivianska ekonomiska miraklet".
2017 tvingades han lämna sin post efter en njurcancerdiagnos, efter vilken han återvände i januari 2019. I slutet av året avgick han under de oroligheter som landet stod inför i oktober och november, vilka kulminerade i Morales avsättning som president och anklagelser om valfusk. Under Jeanine Áñez' interimsregering sökte Arce asyl i Mexiko och Argentina, där Morales, som förbjudits att kandidera igen, nominerade honom till Movimiento al Socialismos presidentkandidat i Bolivias presidentval 2020. 
Arce gick vinnande ur valet med 55% av rösterna, och inledde sitt presidentskap den 8 november 2020. Under denna period förde han Bolivia tillbaka i med politiken under Moralestiden och bort från det högerskifte som Áñez-regeringen hade tagit. Under Arces presidentskap har landet präglats av ekonomiska problem, som Arces själv kallat "de värsta under de senaste 40 åren", däribland likviditetsproblem och höjda matpriser. Protester mot regeringen har ökat under denna period. Den 26 juni 2024 försökte general Juan José Zúñiga att utföra en statskupp mot Arces regering.